# Mierhoopbos
Het Mierhoopbos is een bosgebied ten westen van Kozen. Het bos is 85 hectare groot.
Het vormt, samen met het zuidelijk hiervan gelegen Mielenbos en het Provinciaal Domein Nieuwenhoven een van de weinige aaneengesloten bosgebieden in Haspengouw. De Raasbeek vormt de grens tussen Mierhoopbos en Mielenbos. Deze ontspringt in het Mierhoopbos en stroomt in westelijke richting om ten zuidoosten van Geetbets in de Melsterbeek uit te monden.
Het bos kent een zeldzame flora. Onder meer Karwijselie en Zwartblauwe rapunzel werden er aangetroffen.